# Wide Awake in America
Wide Awake in America (рус. «Бодрствующий в Америке») — полуконцертный мини-альбом рок-группы U2, выпущенный в 1985 году.

## Об альбоме
Центральная песня мини-альбома, «Bad» — песня о героиновой зависимости — записывалась в Бирмингеме, Англия, 12 ноября 1984 года. «Bad» станет одним из основных моментов концертных выступлений U2, особенно после выступления на Live Aid, в ходе которого Боно спрыгнул со сцены и танцевал с девушкой из толпы зрителей. Журнал Rolling Stone писал, что песни с The Unforgettable Fire в концертном исполнении только выиграли, а «Bad» была названа «гвоздём программы». Радиодиджеи также предпочитали для эфира версию с Wide Awake In America альбомной версии.
«A Sort of Homecoming» записана во время саундчека 15 ноября 1984 года на арене Уэмбли, Лондон, Англия. Эффект толпы был добавлен позднее.
Название альбома отсылает к рефрену из «Bad»: «I’m wide awake / wide awake / I’m not sleeping.». Фотография и дизайн обложки — Мэтт Мэхурин.
23 мая 1994 года Американская ассоциация звукозаписывающих компаний присвоила альбому мультиплатиновый статус.
Все треки с альбома включены в бонусный диск переиздания The Unforgettable Fire 2009 года.

## Список композиций
1. «Bad» (live) — 7:59
2. «A Sort of Homecoming» (live) — 4:04
3. «Three Sunrises» — 3:46
4. «Love Comes Tumbling» — 4:41

## Позиции в чартах
| Страна         | Позиция | Сертификация |
| -------------- | ------- | ------------ |
| Великобритания | 11      | золотой диск |
| Канада         | -       | платиновый   |
| США            | 37      | платиновый   |